# Бъркс
Бъркс (на английски: Berks) е окръг в Югоизточна Пенсилвания, Съединени американски щати. Площта му е 2242 km², а населението — около 374 000 души (2000). Административен център е град Рединг.
Окръгът е създаден на 11 март 1752. Името му идва от съкратена форма на Бъркшир, английското графство, където е живял основателят на Пенсилвания Уилям Пен.